# Marquesado de Santa Susana
El marquesado de Santa Susana es un título nobiliario español creado por la reina regente María Cristina de Habsburgo Lorena y concedido, en nombre del rey Alfonso XIII, a Antonio Benítez de Lugo y de la Cantera —caballero de la Orden de Santiago— el 30 de enero de 1893 por real decreto, en atención a los méritos y servicios de su tía paterna y benefactora Susana Benítez de Lugo y Pérez de Abreu.

## Marqueses de Santa Susana
|                           | Titular                           | Periodo                   |
| Creación por Alfonso XIII | Creación por Alfonso XIII         | Creación por Alfonso XIII |
| ------------------------- | --------------------------------- | ------------------------- |
| I                         | Antonio Benítez de Lugo y Cantera | 1893-¿?                   |
| Título caducado           |                                   |                           |

## Historia de los Marqueses de Santa Susana
- Antonio José Marcos Benítez de Lugo y de la Cantera (La Habana, Cuba 7 de octubre de 1857 - ¿?), I marqués de Santa Susana.

Casó con María Enriqueta Joaquina Martínez de Medinilla y Fernández. Sin descendencia.